# Bóng hình của gió
Bóng hình của gió (tiếng Tây Ban Nha: La sombra del viento) là một cuốn tiểu thuyết ra mắt năm 2001 của nhà văn Tây Ban Nha Carlos Ruiz Zafón và là một trong những cuốn sách bán chạy toàn cầu. Tác phẩm được Lucia Graves dịch sang tiếng Anh vào năm 2004 và bán được hơn một triệu bản ở Anh sau khi gặt hái được nhiều thành công ở Châu Âu. Nhà xuất bản Penguin Books chịu trách nhiệm phát hành Bóng hình của gió tại Hoa Kỳ, trong khi Weidenfeld & Nicolson và Orion Books chịu trách nhiệm xuất bản tác phẩm ở Anh. Trên phạm vi thế giới, cuốn sách đã bán được 15 triệu bản, qua đó trở thành một trong những cuốn sách bán chạy nhất mọi thời đại. Tại Việt Nam, tác phẩm được Nhã Nam mua bản quyền, giao Nhà xuất bản Hội nhà văn ấn hành với tên Bóng hình của gió.
Bóng hình của gió nằm trong series gồm 3 phần. Phần tiền truyện có tên là Trò chơi của thiên thần, trong khi Tù nhân của thiên đường là phần hậu truyện của tác phẩm.

## Cốt truyện
Tác phẩm là một câu chuyện lồng bên trong một câu chuyện khác. Câu chuyện bắt đầu vào những năm 1940 với nhân vật chính tên là Daniel Sempere, con trai của một ông chủ hiệu sách ở Barcelona. Một ngày nọ, cha của Daniel đưa cậu đến Nghĩa trang những cuốn sách bị lãng quên - một thư viện bí mật nằm sâu bên trong một mê cung, nơi lưu giữ những cuốn sách quý hiếm và bị cấm. Daniel nhanh chóng bị thu hút bởi một quyển sách có tên là "Bóng hình của gió", đề tên tác giả là Julian Carax. Sau đó, cậu mang quyển sách về nhà và say mê với nội dung câu chuyện. Cậu phát hiện ra rằng mọi bản sao khác của cuốn sách này cùng với hầu hết tác phẩm khác của Carax đều đã mất tích bí ẩn. Để làm rõ bí mật đó, Daniel bắt đầu đi tìm hiểu về điều gì thực sự đã xảy ra đối với Carax và những cuốn sách của anh.
Tin đồn về việc Daniel sở hữu bản sao duy nhất của "Bóng hình của gió" nhanh chóng lan rộng. Thông tin này đến tai Gustavo Barcelo, một người chuyên buôn sách hiếm đồng thời là chuyên gia về các tác phẩm của Carax. Ông muốn mua lại tác phẩm nhưng Daniel đã khước từ lời đề nghị này. Sau đó, cậu gặp gỡ và có tình cảm với Clara, cô cháu gái mù của Barcelo. Cậu thường xuyên đến thăm Clara và đọc nội dung cuốn sách cho cô nghe. Tuy nhiên, với việc lớn hơn Daniel vài tuổi, Clara không cảm thấy có tình cảm với cậu. Việc Daniel sở hữu cuốn sách cũng thu hút sự chú ý của một người lạ bí ẩn với khuôn mặt bị bỏng nặng và biến dạng tên là Lain Coubert. Trùng hợp thay, đây cũng là tên của con ác quỷ trong tiểu thuyết "Bóng hình của gió".
Sau đó, Daniel gặp gỡ và kết bạn với một người đàn ông ăn xin có tên là Fermín Romero de Torres. Anh thực chất là một gián điệp từng tham gia chống chính phủ Franco trong thời gian diễn ra cuộc Nội chiến Tây Ban Nha. Do đó, Fermín bị bắt giữ và tra tấn trong lâu đài Montjuïc. Sau khi được gia đình Daniel cưu mang, anh làm trợ lý tại hiệu sách của cha Daniel và giúp cậu điều tra thêm vì những bí ẩn xoay quanh Carax. Nhưng việc Daniel và Fermín đào sâu thăm dò quá khứ u ám của những người đã chết hoặc bị lãng quên từ lâu đã vô tình khiến họ rơi vào vòng nguy hiểm khi tay thanh tra tàn ác Fumero can thiệp vào vụ việc.
Trong quá trình làm sáng tỏ một câu chuyện đã bị chôn vùi trong sâu thẳm của sự lãng quên, Daniel và Fermín tìm hiểu được một câu chuyện tình yêu đẹp nhưng đầy bi kịch của Julián Carax (tác giả "Bóng hình của gió") và người tình chưa cưới của anh, Penélope. Cả hai dường như đã mất tích từ năm 1919, tức là gần như ba mươi năm trước. Julián Carax là con trai của người thợ mũ Antoni Fortuny và vợ Sophie Carax. Còn Penélope Aldaya lại là ái nữ duy nhất của nhà tài phiệt Don Ricardo Aldaya và người vợ gốc Mỹ xinh đẹp nhưng đầy tự ái của ông. Julián và Penélope nảy sinh tình cảm với nhau ngay từ những lần gặp gỡ đầu tiên. Trong vòng bốn năm, họ sống trong một mối quan hệ bí mật thông qua những cái nhìn lén lút và nụ cười e thẹn. Để rồi sau đó, cả hai quyết định bỏ trốn đến Paris mà không biết rằng bóng đen của bất hạnh đã bủa vây lấy họ kể từ thời khắc hai người gặp nhau. Miquel Moliner, người bạn thân nhất của Julián đã lên kế hoạch để hai người bỏ trốn. Tuy nhiên, cuối cùng Penélope lại không đến điểm hẹn. Moliner theo Julián đến Paris, bỏ lại sau lưng thanh xuân cùng những khát khao tuổi trẻ để lo cho bạn mình. Sau này, chính Moliner đã hy sinh tính mạng của mình để cứu Julián.
Ký ức về Penélope luôn cháy bỏng trong trái tim Julián. Điều này buộc anh phải quay trở lại Barcelona vào giữa những năm 1930. Tuy nhiên, anh bắt gặp sự thật phũ phàng, khi mọi thứ mà những người từng biết Penélope kể từ khi cô biến mất năm 1919 chẳng còn lại gì ngoài những mảnh ký ức. Ở dòng thời gian hiện tại, Daniel tìm thấy mảnh ghi chú của Nuria Monfort (vợ của Miquel Moliner), tiết lộ Julián và Penélope chính là anh chị em cùng cha khác mẹ. Đây là hệ quả của việc cha Penélope ngoại tình với mẹ Julián. Sau khi Julián đến Paris, cha mẹ của Penélope đã giam giữ cô vì họ xấu hổ về việc loạn luân của con gái mình, cũng như việc cô đã mang trong mình đứa con của Julián. Penélope sau đó hạ sinh một bé trai tên David Aldaya, nhưng do sinh non nên cô bị băng huyết và qua đời. Cha mẹ Penélope cũng có trách nhiệm khi phớt lờ tiếng kêu cứu thảm thiết của con gái. Thi thể Penélope và đứa con mới sinh được đặt trong hầm mộ của gia đình. Khi trở về Dinh thự Aldaya, Julián vô cùng tức giận và buồn bã khi biết tin tình yêu của đời mình qua đời cùng với đứa con của họ. Anh căm hận từng giây từng phút mình đã bỏ phí trong cuộc đời mà không có Penélope. Nỗi hận trào dâng khiến anh căm ghét cả những cuốn sách mình viết. Anh tự biến mình thành Lain Coubert, bắt đầu đi tìm và đốt hết tất cả những cuốn tiểu thuyết của mình.
Năm 1956, Daniel kết hôn với người bạn đời Beatriz "Bea" Aguilar. Cô là người tích cực giúp đỡ cậu trong hành trình làm sáng tỏ những bí mật của Julián Carax. Không lâu sau, Bea sinh hạ một cậu con trai. Daniel đặt tên cho con trai mình là Julián Sempere, như một sự tưởng nhớ đến Julián Carax. Mười năm sau, Daniel đưa con trai đến Nghĩa trang của những cuốn sách bị lãng quên, nơi cuốn "Bóng hình của gió" đang được cất giữ.

## Nhân vật
- Daniel Sempere Martín (sau này trong phần thứ tư của series được gọi là Daniel Sempere Gispert) là nhân vật chính của câu chuyện, con trai của một ông chủ hiệu sách. Sau khi đến thăm Nghĩa trang những cuốn sách bị lãng quên và mang quyển "Bóng hình của gió" do Julián Carax viết về nhà, Daniel biết rằng cậu cần phải trân trọng cuốn sách này vì có một nhân vật bí ẩn đã lùng tìm tất cả các tác phẩm khác của Carax và đốt chúng. Sau khi đọc cuốn sách, Daniel bị ám ảnh bởi sự khó nắm bắt mà tác giả gửi gắm vào trong đó. Điều mà Daniel không nhận ra là câu chuyện còn nhiều tình tiết hơn những gì cậu có thể tưởng tượng. Sau cùng, Daniel kết hôn với Beatriz và có một cậu con trai tên Julián, đặt theo tên tác giả cuốn sách Julián Carax.
- Tomás Aguilar - Bạn thân của Daniel Sempere. Có tính khí mạnh mẽ và cứng rắn, luôn quan tâm và bảo vệ em gái Bea của mình. Cậu còn là một nhà phát minh khá tài giỏi. Nhược điểm của Tomás là khá lầm lì và nhút nhát.
- Fermín Romero de Torres - Cộng sự và cũng là bạn kiêm cố vấn của Daniel Sempere. Sau nhiều năm lưu lạc trên đường phố, anh được gia đình Daniel cưu mang và đưa về làm việc tại hiệu sách của bố cậu. Anh tự xưng là một cựu điệp viên từng làm việc cho Generalitat trước cuộc nội chiến ở Tây Ban Nha.
- Beatriz Aguilar (Bea) - Bạn gái của Daniel Sempere đồng thời là em gái của Tomás. Cô là một phụ nữ rất xinh đẹp và vẫn còn đang đi học. Cũng phần nào bất đắc dĩ nhờ Bea mà Daniel và Tomás đã trở thành bạn bè vì khi cả hai còn là học sinh, Daniel đã nói những lời không hay về Bea khiến Tomás đánh cậu. Tuy nhiên sau đó họ đã trở thành bạn thân của nhau. Bea luôn được cha và anh trai hết mực quan tâm bảo vệ. Ban đầu, cô có hôn ước với một sĩ quan quân đội có tư tưởng sùng kính chính quyền Franco. Nhưng sau cùng, cô chọn Daniel và hai người kết hôn với nhau, sinh ra Julián Sempere.
- Don Gustavo Barceló - Bạn của cha con nhà Daniel. Ông vốn là một người đàn ông lớn tuổi có sở thích sưu tầm sách. Ông cũng chính là người đề nghị mua lại cuốn "Bóng hình của gió" từ chỗ Daniel, nhưng cậu đã từ chối.
- Clara Barceló - Cô cháu gái xinh đẹp nhưng bị mù của Don Gustavo Barceló. Trong vài năm, Daniel đã nhiều lần đến nhà và đọc sách cho cô nghe. Thời gian lâu dần khiến cậu dần có cảm tình với Clara. Nhưng trớ trêu thay, một hôm nọ, Daniel tình cờ phát hiện Clara đang trong tình trạng không mảnh vải che thân bên cạnh thầy giáo dạy nhạc của cô. Điều này khiến trái tim Daniel tan vỡ và cậu quyết tâm dứt bỏ hình ảnh người con gái này khỏi tâm trí mình.
- Julián Carax - Tác giả cuốn "Bóng hình của gió". Trong xuyên suốt nội dung của tác phẩm, Daniel đi tìm sự thật về người đàn ông bí ẩn này: lý do cho những chuyến phiêu lưu mà anh trải qua, thời thơ ấu của anh cũng như tìm lời giải thích cho việc tại sao tất cả những cuốn sách của anh đều bị tiêu hủy. Julián gặp gỡ và yêu Penélope ngay từ cái nhìn đầu tiên. Mối tình của họ sớm nở chóng tàn vì không ai trong số hai người họ biết bản thân là anh chị em cùng cha khác mẹ. Sau khi bị bố mẹ Penélope bắt gặp làm tình với con gái họ, Julián bỏ trốn đến Paris. Sau khi Penélope và đứa con trai mới sinh David qua đời, anh viết một loạt các cuốn sách khác nhau rồi biến mất không dấu vết.
- Francisco Javier Fumero - Nhân vật phản diện chính của câu chuyện. Cậu bạn học kỳ quặc của Julián Carax, sau khi lớn lên đã trở thành một tên thanh tra cảnh sát chuyên tham nhũng và giết người.
- Miquel Moliner - Bạn học thời thơ ấu của Julián Carax, rất vui tính và trung thành. Sau này, anh hy sinh mạng sống của mình vì Julián.
- Cha Fernando Ramos - Bạn thời học sinh của Julián Carax. Sau này ông trở thành linh mục tại chính ngôi trường mà họ từng theo học. Ông cũng chính là người đã hỗ trợ Daniel trong việc tìm hiểu sự thật về Julián.
- Jorge Aldaya - Bạn thời học sinh của Julián Carax, tính khí khá thất thường nhưng bù lại rất giàu có. Jorge là anh trai của Penélope, đồng nghĩa với việc anh cũng là anh trai cùng cha khác mẹ với Julián. Anh qua đời tại Paris năm 1936.
- Penélope Aldaya - Một phụ nữ mang trong mình vẻ đẹp thanh tao, vô tục, được tác giả mô tả như thiên thần của ánh sáng. Cô và Julián yêu nhau ngay từ cái nhìn đầu tiên. Cứ như thể định mệnh đã lên kế hoạch cho tình yêu đầy tội lỗi của hai người họ, khi sự thật họ lại là anh chị em cùng cha khác mẹ của nhau. Sau khi bị bắt gặp đang làm tình với Julián trong phòng của bà quản gia tên Jacinta, cha mẹ Penélope đã giam cầm cô. Trong thời gian bị giam cầm, cô mang thai đứa con của Julián. Cô chết do băng huyết sau khi sinh David.
- Jacinta Coronado - Nữ quản gia cũ tận tụy của Penélope Aldaya. Bà hiện đang an dưỡng tuổi già trong một viện dưỡng lão. Bà đã tích cực giúp đỡ Daniel trong quá trình điều tra của cậu.
- Nuria Monfort - Một kiểu phụ nữ fatale điển hình, làm việc tại nhà xuất bản nơi các cuốn sách của Julián được phân phối ra thị trường. Cô đem lòng yêu Julián trong thời gian anh sống ở Paris, nhưng tình yêu thương sâu sắc đó không nhận được hồi đáp. Sau này, Daniel đến gặp cô để tìm hiểu thêm những thông tin về Julián nhưng cô đã nói dối cậu với mục đích bảo vệ Julián. Cô cũng là con gái của ông Monfort, người giữ chiếc chìa khóa của Nghĩa trang những cuốn sách bị lãng quên, nơi Daniel tìm thấy cuốn "Bóng hình của gió". Cô kết hôn với Miquel Moliner, bạn thời thơ ấu của Julián.

## Đánh giá chuyên môn
Bóng hình của gió nhận được vô vàn những đánh giá tích cực từ giới phê bình văn học. Stephen King viết, "Nếu bạn nghĩ rằng thể loại tiểu thuyết gothic đích thực đã chết theo sự kết thúc của thế kỷ 19, thì cuốn sách này sẽ thay đổi suy nghĩ của bạn. Bóng hình [của gió] là một tác phẩm thực sự xuất sắc." Tạp chí Entertainment Weekly dành tặng điểm A cho cuốn tiểu thuyết, mô tả tác phẩm là "điều kỳ diệu", tuy "có những chỗ tác phẩm mô tả hơi quá đà (tình yêu bị cấm đoán, những vụ giết người ghê rợn), nhưng nó được thể hiện "bằng sự tỉ mỉ, tài tình của Zafon trong việc xây dựng cốt truyện khả năng kiểm soát ngôn ngữ theo cách phi thường". Trong bài đánh giá cho tờ Washington Post, nhà phê bình văn học Michael Dirda nhận định rằng:
một câu chuyện dài đủ để gợi cho độc giả nhớ về khá nhiều những cuốn tiểu thuyết khác. Nói như vậy không đồng nghĩa với chê bai mà là một lời khẳng định cho sự phong phú của câu chuyện cũng như sự phức tạp vốn được tạo dựng một cách bài bản. ... Nếu bạn là fan của A.S. Byatt với Chiếm hữu, Garcia Marquez với Trăm năm cô đơn hay những truyện ngắn của Borges, hoặc Umberto Eco với Tên của đóa hồng, Arturo Perez-Reverte với The Club Dumas, Paul Auster với Trần trụi với văn chương, hay xa hơn là những Victor Hugo với Thằng gù nhà thờ Đức Bà và William Hjortsberg với Thiên thần sa ngã, thì chắc chắn bạn cũng yêu mến "Bóng hình của gió".

Trong khi đó, tờ The Guardian cho rằng "cuốn tiểu thuyết của Zafón thực sự hấp dẫn, lý thú và dễ đọc, nhưng sau cùng lại thiếu đi sự kỳ diệu như lời hứa ở những chương đầu". Còn tờ San Francisco Chronicle có nhận định khá tiêu cực về tác phẩm, cho rằng "sự kết hợp giữa bối cảnh mơ hồ và lối viết ướt át khiến tác phẩm như thể bị ngập trong một đầm lầy".